# Zhang Yufei
Dans ce nom chinois, le nom de famille, Zhang, précède le nom personnel.
Zhang Yufei (en chinois : 张雨霏), née le 19 avril 1998, est une nageuse chinoise.
Le 29 juillet 2021, elle décroche la médaille d'or sur 200 m papillon lors des Jeux olympiques à Tokyo.

## Biographie
Fille d'entraîneurs de natation, elle commence dés l'âge de 5 ans dans une équipe de natation de la ville de Xuzhou.
Surnommée la "Reine du papillon", elle est la première athlète à remporter en même temps des médailles olympiques au 100 m et au 200 m papillon depuis les Jeux olympiques de 1988.
Lors des Championnats du monde en petit bassin 2014, elle obtient la médaille de bronze lors du 400 m nage libre.
Lors des Championnats du monde en grand bassin 2015, elle obtient successivement la médaille de bronze lors du 200 m papillon et relais 4 × 200 m nage libre.
Durant les Jeux olympiques 2024 de Paris, elle est l'athlète la plus médaillée de l'édition en remportant 5 médailles de bronze et 1 médaille d'argent. 

## Controverses
Une enquête réalisée par l’ARD, et par le quotidien américain, le New York Times, révèle que 23 des meilleurs nageurs et nageuses chinois ont été testés positifs à la trimétazidine début 2021 lors d’une compétition à Shijiazhuang (Chine). Sur les 23 athlètes contrôlés positifs, 13 ont participé aux Jeux olympiques de Tokyo quelques semaines plus tard dont Zhang Yufei,.
L’agence antidopage américaine Usada accuse l'Agence mondiale antidopage (AMA) d’avoir étouffé l’affaire et ne pas avoir sanctionnés les nageurs. L'AMA conteste formellement cette accusation sans pour autant réfuter la contamination et désigne  un procureur indépendant pour examiner sa gestion du dossier.

## Palmarès

### Jeux olympiques
- Jeux olympiques d'été de 2020 à Tokyo ( Japon) :
  -  Médaille d'or du 200 m papillon[6]
  -  Médaille d'argent du 100 m papillon
  -  Médaille d'or du relais 4 × 200 m nage libre
  -  Médaille d'argent du relais 4 × 100 m quatre nages mixte.
- Jeux olympiques d'été de 2024 à Paris :
  -  Médaille d'argent du relais 4 × 100 m 4 nages mixte.
  -  Médaille de bronze du 50 m nage libre.
  -  Médaille de bronze du 100 m papillon.
  -  Médaille de bronze du 200 m papillon.
  -  Médaille de bronze du relais 4 × 100 m nage libre.
  -  Médaille de bronze du relais 4 × 100 m 4 nages.

### Championnats du monde

#### Grand bassin
- Championnats du monde 2015 à Kazan (Russie) :
  -  Médaille de bronze du 200 m papillon.
  -  Médaille de bronze du relais 4 × 200 m nage libre.

- Championnats du monde 2017 à Budapest (Hongrie) :
  -  Médaille de bronze du relais 4 × 100 m quatre nages mixte.

- Championnats du monde 2022 à Budapest (Hongrie) :
  -  Médaille de bronze du 50 m papillon.
  -  Médaille de bronze du 100 m papillon.
  -  Médaille de bronze du 200 m papillon.

- Championnats du monde 2023 à Fukuoka (Japon) :
  -  Médaille d'or du 100 m papillon.
  -  Médaille d'or du relais 4 × 100 m quatre nages mixte.
  -  Médaille d'argent du 50 m papillon.
  -  Médaille de bronze du 50 m nage libre.
  -  Médaille de bronze du relais 4 × 100 m nage libre.

- Championnats du monde 2025 à Singapour :
  -  Médaille d'argent du relais 4 × 100 m quatre nages mixte.
  -  Médaille de bronze du relais 4 × 100 m quatre nages.

#### Petit bassin
- Championnats du monde 2014 à Doha (Qatar) :
  -  Médaille de bronze du 400 m nage libre.
- Championnats du monde 2016 à Windsor (Canada) :
  -  Médaille de bronze du 200 m papillon.

- Championnats du monde 2018 à Hangzhou (Chine) :
  -  Médaille d'argent du relais 4 × 100 m quatre nages.

- Championnats du monde 2021 à Abu Dhabi (Émirats Arabes Unis) :
  -  Médaille d'or du 200 m papillon.
  -  Médaille de bronze du relais 4 × 100 m quatre nages.

- Championnats du monde 2022 à Melbourne (Australie) :
  -  Médaille de bronze du 50 m papillon.